# Sathodrilus hortoni
Sathodrilus hortoni är en ringmaskart som beskrevs av Holt 1973. Sathodrilus hortoni ingår i släktet Sathodrilus och familjen Cambarincolidae. Inga underarter finns listade i Catalogue of Life.